# Extricate
Extricate — тринадцатый студийный альбом британской рок-группы The Fall, записанный в конце 1989 года и выпущенный лейблом Cog Sinister (Fontana Records) 19 февраля 1990 года.

## История
Альбом Extricate был записан сразу же после того, как Марк Э. Смит развёлся с Брикс Смит, гитаристкой группы. Брикс была заменена Мартином Брамой, который ушёл из The Fall в 1979 году, чтобы образовать The Blue Orchids. Её выход из состава и возвращение Брамы предопределили решающее изменение звучания. Над альбомом (в Southern Studios, Лондон; Swanyard Studios, Лондон; The Manor, Оксфордшир и Wool Hall, Сомерсет) работала группа продюсеров — Coldcut, Крэйг Леон, Эдриан Шервуд — во главе с Марком Э. Смитом. О некоторых новых мотивах, появившихся в альбоме, Смит говорил:
Этот альбом довольно-таки личный; самому мне так не кажется, но, во всяком случае, мне это говорят... Вообще-то, моя роль в The Fall всегда состояла в том, чтобы наблюдать людей и комментировать их поведение. Наверное, это прозвучит упрощенно, но вообще то такую цель должны были бы стать перед собсой все акторы текстов, но - никто этого не делает. Вот почему Чак Берри - хорош, а Ллойд Коул - нет. Он никогда не ездит в электричках - понимаете, о чём я?Марк Э. Смит.
3 марта 1990 года альбом Extricate поднялся до #31 — своей высшей отметки в UK Album Charts. Синглы из него, «Telephone Thing» и «Popcorn Double Feature» поднялись до (соответственно) #58 и #84 в UK Singles Chart.
Марк Э. Смит говорил, что ему понравилось работать с Coldcut; хитовый на тот момент продюсерский коллектив оказался близок по духу группе: Они, по словам Смита, «используют лишь две панели и компьютер… Не семплингуют Led Zep и все такое: они делают нечто уникальное». Для авангардных экспериментов Смит пригласил знакомую Мартина Брамы, которая в школе играла на гобое. «Это лучше, чем брать старых пердунов из пабов. Для записи Bremen Nacht я пригласил саксофониста, так тот чуть не умер, рифф для него оказался слишком быстрым. С 'Hit The North' было то же самое, пришлось машинами заделать всё в конечном итоге», — пояснял лидер группы.

## Стиль
После ухода Брикс возросло и влияние Марши Скофилд, которая сама себя называла "незаметной участницей" The Fall. Сама она рассказывала в интервью Мику Мерсеру:

Когда Брикс была в группе, было много споров о структурах, потому что никто ничего не понимал в песенных структура, и песни продолжались сколько угодно - не имея начала, конца, да даже и середины. Сейчас все более динамично. Думаю, это следствие работы с Майклом Кларком. Именно благодаря этому звучание так изменилось. Нам пришлось дисциплинировать себя. И на меня стали даже покрикивать, потому только что я единственная в группе кто мог удерживать остальных в установленной аранжировке, в заданном темпе: 'Ты начинаешь тут командовать, прекрати указывать нам, что делать!' Это было действительно волнующе, так приятно видеть, как люди прямо перед тобой исполняют музыку так, как ты требуешь... — Марша Скофилд. Bitch Mental, 1990

### Отзывы критиков
Альбом получил высокие оценки — как современных критиков, так и авторов ретроспективных обзоров. «Extricate — чисто фолловский альбом: косметически впечатляющий, он сразу же хватает вас за лацканы… А когда раскрываешь уши и начинаешь улавливать подтекст, специфика производит ещё более сильное впечатление», — писал New Musical Express. В том же еженедельнике Джеймс Браун дал Extricate оценку 10/10, назвав его самым выдающимся «альбомом <The Fall> за последние пять лет и первым, призванным пересмотрть направление, взятое спид-попсовым Bend Sinister». Сменив яростный рык на «усталое мычание», Смит, по мнению рецензента, звучит здесь «как вполне здоровый и работоспособный Лу Рид». Отметив, что вернувшийся Брама сделал гитарный звук более «отрывистым, огрызающимся», Браун о текстах альбома отозвался так:

…Марк по-прежнему видит научную фантастику там, где для остальных — мыльная опера. Вот только, теперь свою старую жертву, средний класс, он не распинает, а вышучивает. Для тех же, кто действительно жаждет узнать, что произошло между мистером и миссис Смит, Марк оставил минное поле. По меньшей мере в 4 песнях из 10 Марк позволил выглянуть своей «женственной» сути. — Дж. Браун, New Musical Express, 17 февраля 1990
Extricate, как писал Melody Maker 3 марта, это «Это The Fall, отполированные до прочного, сияющего острого лезвия, сияющего бескмпромиссностью». Рецензент еженедельника Иэн Гиттинс отмечая, что «лучшие песни Fall всегда были неразрешимой дразнящей загадкой, пазлом, в котором последний элемент надёжно спрятан», писал, что и здесь «окольная, косвенная логика Смита осталась скособоченной: он смотрит на мир со стороны, в какую-то свою призму». Гиттинс, упоминавший существующее мнение о «занудливости» The Fall, признавался, что «их задорный, самоуверенный юмор» никогда не казался ему более ярким, чем в этом альбоме, не содержащем в себе «даже намёка на впадение в самопародию». Адам Грин в том же еженедельнике несколько месяцев спустя писал: «Величайший прыжок вперед после This Nation’s Saving Grace, альбом Extricate продемонстрировал редкую способность The Fall, утрачивая эзотеричность, становиться одновременно и всё более необычными».

## Список композиций
| Сторона 1 1. Sing! Harpy (Martin Bramah как M. Beddington), Mark E. Smith) — 5:24 2. I’m Frank (Craig Scanlon, Smith) — 3:21 3. Bill Is Dead (Scanlon, Smith) — 4:32 4. Black Monk Theme, Part I (The Monks, оригинальный заголовок — «I Hate You») — 4:35 5. Popcorn, Double Feature (Scott English, Weiss) — 3:43 | Сторона 2 1. Telephone Thing (Matt Black, Jon More, Smith) — 4:12 2. Hilary (Smith) — 2:30 3. Chicago, Now! (Smith) — 5:59 4. The Littlest Rebel (Steve Hanley, Scanlon, Smith, Wolstencroft) — 3:36 5. And Therein… (Bramah, Smith) — 2:53 |  |

### CD / кассета
| - Sing! Harpy - I’m Frank - Bill Is Dead - Black Monk Theme, Part I - Popcorn, Double Feature - Arms Control Poseur (Scanlon, Smith, Simon Wolstencroft — 4:44 - Black Monk Theme Part II (The Monks, «Oh, How to Do Now») — 2:01 | - Telephone Thing - Hilary - Chicago, Now! - The Littlest Rebel - British People in Hot Weather (Hanley, Scanlon, Smith, Wolstencroft) — 3:07 - And Therein… - Extricate (Hanley, Scanlon, Adrian Sherwood, Smith) — 3:46 |  |

Сюда вошли 4 экстра-трека. «Arms Control Poseur» и «Black Monk Theme Part II» — b-сайд сингла «Popcorn Double Feature» (первый трек здесь приведён в альтернативной версии). «British People In Hot Weather» — b-сайд сингла «Telephone Thing».

### 2007 CD
| Диск 1 1. «Sing! Harpy» 2. «I’m Frank» 3. «Bill Is Dead» 4. «Black Monk Theme, Part I» 5. «Popcorn, Double Feature» 6. «Telephone Thing» 7. «Hilary» 8. «Chicago, Now!» 9. «The Littlest Rebel» 10. «And Therein…» | Диск 2 1. «Telephone Thing (Extended)» — 4:19 2. «Telephone Dub» — 4:27 3. «British People In Hot Weather» 4. «Butterflies 4 Brains» (Smith, Scanlon, Hanley, Wolstencroft) — 4:15 5. «Arms Control Poseur» — 5:03 6. «Arms Control Poseur» (CD-версия) 7. «Zandra» (Smith, Beddington) — 2:47 8. «Black Monk Theme Part II» 9. «Extricate» 10. «Theme From Error-Orrori» — 4:11 11. «Chicago Now» — 5:34 12. «Black Monk Theme» — 4:07 13. «Hilary» — 2:23 14. «Whizz Bang» — 3:01 |  |

### Комментарии к песням
- Bill Is Dead. Одна из самых неожиданных песен альбома, «баллада», посвящённая Брикс, с припевом: «Это лучшее время моей жизни». Песня вызвала самые разнообразные сравнения — в частности, с Лу Ридом и Cocteau Twins[7]. Рецензент Melody Maker назвал песню «первым романтическим откровением» в истории группы, изумившись полному отсутствию здесь иронии (при наличии, например, такой невероятной для Fall строчки, как — «Кончил дважды, ты — трижды»; Came twice, you thrice). «Человек, который скорее умрёт, чем согласится на прямолинейность, здесь глядит нам прямо в глаза»[2], — писал о Смите в связи с этой песней Иэн Гиттинс в Melody Maker, оговариваясь тут же, что она является не более, чем исключением из правил[2].
- Telephone Thing. Песня Coldcut, первоначально подготовленная для Лисы Стэнсфилд; вышла синглом. «Энтропический фанк — который неумные и ненужные Stone Roses, возможно, думали, что создают, когда производили на свет Fools Gold. У Fall эта музыка становится сгустком энергии» (Джон Уайлд, Melody Maker, 17 февраля 1990)[10].
- And Therein. — «Темы песни — бездомность и чувства вины. Мартин Брама написал хорошую музыку, и у меня возник образ Армии спасения. Это нечто квази-религиозное, с элементом кантри энд вестерн…»[11]. — Марк Э. Смит, Q, 1992.

## Участники записи
| The Fall - Mark E. Smith — вокал - Martin Bramah — гитара, бэк-вокал - Craig Scanlon — гитара - Steve Hanley — бас-гитара - Marcia Schofield — клавишные - Simon Wolstencroft — ударные | Приглашённые музыканты - Kenny Brady — скрипка - Charlotte Bill — флейта, гобой - Mike Edwards (из Jesus Jones) — гитара («Popcorn Double Feature») - Craig Leon — бэк-вокал, орган - Cassell Webb (жена Леона; под псевдонимом Castle) — бэк-вокал, орган |  |